# Panbronquiolitis difusa
La panbronquiolitis difusa (PBD) es una enfermedad pulmonar inflamatoria de causa desconocida , la mayor. incidencia se da en paciente asiático. Es una forma grave y progresiva de bronquiolitis, una enfermedad inflamatoria de los bronquiolos (pequeños conductos de aire en los pulmones). El término panbronquiolitis se refiere a la inflamación en todas las capas de los bronquiolos respiratorios (que participan en el intercambio de gases), mientras que difusa significa que las lesiones aparecen a lo largo de ambos pulmones. La PBD causa inflamación severa y lesiones nodulares de los bronquiolos terminales, sinusitis crónica y tos intensa con abundante producción de esputo.
Se cree que la enfermedad se da cuando existe susceptibilidad, o una deficiencia del sistema inmune ante diferentes bacterias o virus que causan PBD, ello ocasionado por varios genes que se encuentran predominantemente en personas provenientes de Asia oriental. La mayor incidencia se da entre los japoneses, seguidos por los coreanos. La PBD ocurre con mayor frecuencia en varones, y por lo general comienza alrededor de los 40 años. Ésta fue reconocida como una enfermedad nueva a principios de la década de 1960, y se le dio el nombre formal de panbronquiolitis difusa en 1969.
Sin tratamiento, la PBD evoluciona a bronquiectasia, una enfermedad pulmonar irreversible que implica la dilatación de los bronquiolos, y la acumulación de moco en las vías bronquiolares. El tratamiento de la PBD con antibióticos macrólidos como la eritromicina alivia los síntomas y aumenta el tiempo de vida, pero actualmente la enfermedad no tiene cura conocida. Eventualmente, la PBD puede originar insuficiencia respiratoria y problemas cardiacos.

## Clasificación
El término "bronquiolitis" generalmente se refiere a la inflamación de los bronquiolos. La PBD se clasifica como una forma de "bronquiolitis primaria", lo que significa que la causa subyacente de la bronquiolitis está relacionada con los bronquiolos. Junto con la PBD, otras formas de bronquiolitis primaria incluyen: bronquiolitis obliterante, bronquiolitis folicular, bronquiolitis respiratoria, enfermedades asociadas a la inhalación de polvos minerales, y otras. Las bronquiolitis que no se consideran como "primarias", a diferencia de la PBD, se asocian con enfermedades de vías respiratorias más grandes, como la bronquitis crónica.

## Signos y síntomas
Los síntomas de la PBD incluyen sinusitis crónica (inflamación de los senos paranasales), sibilancias, crepitaciones (ruidos respiratorios causados por obstrucciones como: presencia de flema y secreciones en los pulmones), disnea (dificultad para respirar) y tos severa que produce gran cantidad de esputo (flema que se arroja por la boca). El esputo puede contener pus, y las personas afectadas pueden tener fiebre. Los signos típicos de la progresión de la PBD incluyen dilatación (ampliación) de los conductos bronquiales e hipoxemia (bajos niveles de oxígeno en la sangre). Si no se trata la PBD, pueden ocurrir bronquiectasias; estas se caracterizan por la dilatación y engrosamiento de las paredes de los bronquiolos, daño inflamatorio de las vías respiratorias hasta los bronquiolos terminales, y acumulación de mucosidad en los pulmones. La PBD se asocia con insuficiencia respiratoria progresiva, hipercapnia (aumento de los niveles de dióxido de carbono en la sangre), y con el tiempo puede ocurrir hipertensión pulmonar (presión arterial elevada en la vena y arteria pulmonar) y enfermedad cardiopulmonar (cor pulmonale, dilatación del ventrículo derecho del corazón, o "insuficiencia cardiaca derecha").

## Causas

Los genes del antígeno leucocitario humano (HLA) se localizan en el cromosoma 6.

La PBD es idiopática, es decir, se desconoce la causa exacta desde el punto de vista fisiológico, medioambiental o patogénico. Sin embargo, existen varios factores sospechosos de estar involucrados en su patogénesis (la forma en que se desarrolla la enfermedad).
El complejo mayor de histocompatibilidad (CMH) es una región genómica grande que se encuentra en la mayoría de los vertebrados, y está asociada con el sistema inmune. En humanos, este se localiza en el cromosoma 6. Un subconjunto del CMH en humanos es el antígeno leucocitario humano (HLA, del inglés human leukocyte antigen), que controla el sistema de presentación de antígenos, como parte de la inmunidad adaptativa frente a patógenos tales como bacterias y virus. Cuando las células humanas son infectadas por un patógeno, algunas de estas pueden presentar fragmentos de las proteínas del patógeno en sus superficies, lo que se llama "presentación de antígenos". A continuación, las células infectadas se convierten en blancos para los linfocitos T citotóxicos, que matan a las células infectadas para que puedan ser eliminadas del cuerpo.
La predisposición genética para la susceptibilidad a la PBD se ha localizado en dos haplotipos (una variación en la secuencia de nucleótidos o de genes entre cromosomas homólogos, la cual es más probable que se observe en individuos con rasgos o linaje comunes) de HLA comunes en las personas de origen asiático. HLA-B54 se asocia con la PBD en los japoneses, mientras que HLA-A11 se asocia con la enfermedad en los coreanos. Se cree que varios genes dentro de esta región de HLA de clase I son responsables de la PBD, al permitir una mayor susceptibilidad a la enfermedad. En la búsqueda de un gen asociado con la PBD, se consideraron los antecedentes genéticos comunes y las similitudes en el perfil de HLA en los japoneses y los coreanos afectados. Se ha sugerido que, en alguna posición entre HLA-B y HLA-A pudo ocurrir una mutación de un sospechoso gen de susceptiblidad a la enfermedad en un cromosoma ancestral que contenía HLA-B54 y HLA-A11. Luego, es posible que una serie de eventos de recombinación genética alrededor del locus (ubicación en un cromosoma) de la enfermedad pudo haber resultado en la asociación de la enfermedad con HLA-B54 en los japoneses y con HLA-A11 en los coreanos. Después de un estudio más profundo, se concluyó que cerca del locus HLA-B en el cromosoma 6p21.3 se encuentra un gen de susceptibilidad a la PBD. Dentro de esta zona ha continuado la búsqueda de una causa genética para esta enfermedad.
Debido a que muchos genes pertenecientes a HLA permanecen sin identificar, se ha utilizado la clonación posicional (un método utilizado para identificar un gen específico cuando solo se conoce su ubicación en un cromosoma) para determinar si un gen similar a la mucina podría asociarse con PBD. Adicionalmente, se investigaron las enfermedades causadas por los genes de HLA identificados en la región de susceptibilidad a la PBD. Una de éstas, el síndrome de linfocito desnudo I (BLS I, del inglés bare lymphocyte syndrome I), presenta una serie de similitudes con la PBD, incluyendo sinusitis crónica, inflamación y nódulos bronquiolares, y presencia de H. influenzae en los afectados. Tal como la PBD, el BLS I responde favorablemente al tratamiento con eritromicina, mostrando una resolución de los síntomas. Las similitudes entre estas dos enfermedades, el éxito correspondiente con el mismo tipo de tratamiento, y el hecho de que el gen responsable de BLS I se encuentra dentro del área causante de la PBD en HLA, estrecha el campo para el establecimiento de un gen responsable de la PBD. No se considera que jueguen un papel en la PBD los factores ambientales como la inhalación de gases tóxicos y el tabaquismo. Además, no se descartan causas medioambientales desconocidas o no genéticas, tales como bacterias o virus no identificados.
En la búsqueda de una causa genética de la PBD se ha considerado la fibrosis quística (FQ), una enfermedad pulmonar multisistémica progresiva, por algunas razones: la FQ, tal como la PBD, causa inflamación pulmonar grave, abundante producción de moco, infección, y muestra mayor predisposición genética en un determinado grupo geográfico, los caucásicos, mientras que es más rara en otros; considerando que la PBD predomina entre los asiáticos orientales, la FQ afecta principalmente a los individuos de ascendencia europea. Mientras que ningún gen ha sido implicado como la causa de la PBD, una mutación en un gen específico, que ocurre con mayor frecuencia en europeos, causa FQ. Esta mutación en el gen causante de FQ no es un factor en la PBD, pero se sabe que ocurre un único polimorfismo (variación) en este gen en muchos asiáticos no necesariamente afectados por alguna enfermedad. Se está investigando si este gen, en algún estado de mutación, podría contribuir a la PBD.

## Fisiopatología
La inflamación es una parte normal de la respuesta inmune humana, en la que se reúnen los leucocitos (glóbulos blancos de la sangre), incluyendo los neutrófilos (glóbulos blancos de la sangre que se especializan en causar inflamación), además se acumulan quimiocinas (proteínas liberadas de ciertas células, que activan o provocan una respuesta de otras células) en cualquier lugar en el cuerpo donde se producen infecciones bacterianas o virales. La inflamación interfiere con la actividad de las bacterias y los virus, y sirve para eliminarlos del cuerpo. En la PBD, algunas bacterias tales como Haemophilus influenzae y Pseudomonas aeruginosa pueden causar proliferación de células inflamatorias en los tejidos bronquiolares. Sin embargo, aun cuando no hay ninguna bacteria presente, persiste la inflamación en la PBD debido a una razón aún desconocida. En cualquiera de estas circunstancias, la inflamación en la PBD pueden ser tan grave que se forman nódulos que contienen células inflamatorias en las paredes de los bronquiolos. La presencia de inflamación e infección en las vías aéreas también resulta en la producción excesiva de moco, que debe ser expectorado como esputo. La combinación de inflamación, desarrollo de nódulos, infección, moco, y tos frecuente contribuye a las dificultades respiratorias en la PBD.
El hecho de que en la PBD persista la inflamación con o sin la presencia de P. aeruginosa y H. influenzae, proporciona un medio para determinar varios mecanismos de patogénesis de la PBD. Los leucotrienos son eicosanoides, moléculas de señalización sintetizadas a partir de ácidos grasos esenciales. Estos juegan un papel en muchas enfermedades pulmonares a causa de la proliferación de células inflamatorias y la excesiva producción de moco en las vías respiratorias. En la PBD y en otras enfermedades pulmonares, el mediador inflamatorio predominante relacionado con los neutrófilos es el leucotrieno B4, que se especializa en la proliferación de neutrófilos a través de quimiotaxis (movimiento de algunos tipos de células hacia o lejos de ciertas moléculas).
La inflamación en la PBD también es causada por la quimiocina MIP-1 alfa y su implicación con los linfocitos T CD8. Las beta defensinas, una familia de péptidos antimicrobianos que se encuentran en el tracto respiratorio, son responsables de la inflamación adicional en la PBD cuando está presente un patógeno como P. aeruginosa. Si está presente, el virus linfotrópico T humano tipo I, un retrovirus, modifica la patogénesis de la PBD infectando a los linfocitos T auxiliares y alterando de su eficacia en el reconocimiento de la presencia de patógenos conocidos o desconocidos implicados con PBD.

## Diagnóstico

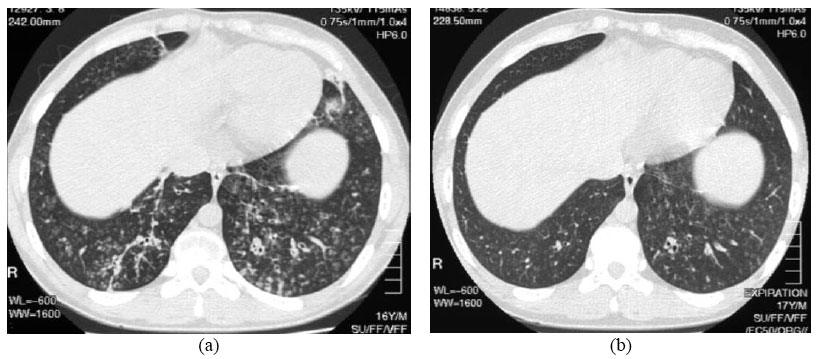
Tomografía computarizada de alta resolución (TCAR) de la parte baja del pecho en un niño de 16 años de edad, con diagnóstico inicial de PBD (izquierda), y después de 8 semanas (derecha) tras un tratamiento durante 6 semanas con eritromicina. Las bronquiectasias bilaterales y los prominentes nódulos centrilobulares con un patrón de "árbol en brote", muestran una notable mejoría.

El diagnóstico de la PBD requiere el análisis de los pulmones y los tejidos bronquiolares, lo que puede requerir una biopsia pulmonar, o el método más preferido, una exploración de los pulmones mediante una tomografía computarizada de alta resolución (TCAR). Los criterios para el diagnóstico incluyen inflamación severa en todas las capas de los bronquiolos respiratorios y lesiones del tejido pulmonar que aparecen como nódulos entre los bronquiolos terminales y respiratorios en ambos pulmones. Los nódulos en la PBD, en una radiografía de tórax, aparecen como bultos opacos, y pueden causar obstrucción de las vías aéreas, lo que se evalúa mediante una prueba de función pulmonar, o espirometría. La radiografía de tórax también puede revelar la dilatación de los conductos bronquiolares, otro signo de PBD. La TCAR a menudo muestra bloqueo de algunos pasajes bronquiolares con moco, lo que se conoce como el signo del "árbol en brote". La hipoxemia, otro signo de dificultad respiratoria, se revela mediante la medición de las concentraciones de oxígeno y de dióxido de carbono en la sangre, mediante un análisis de sangre llamado gasometría arterial. Otros hallazgos observados en pacientes con PBD incluyen proliferación de linfocitos (glóbulos blancos que combaten las infecciones), neutrófilos e histiocitos espumosos (macrófagos tisulares) en el revestimiento pulmonar. También son detectables bacterias tales como H. influenzae y P. aeruginosa, esta última cada vez más prominente a medida que progresa la enfermedad. Los glóbulos blancos, las bacterias y otros componentes celulares de la sangre pueden medirse mediante un hemograma. Pueden observarse niveles elevados de IgG e IgA (tipos de inmunoglobulinas), así como la presencia de factor reumatoide (un indicador de autoinmunidad). También puede ocurrir hemaglutinación (aglutinación de los glóbulos rojos en respuesta a la presencia de anticuerpos en la sangre). También pueden detectarse los neutrófilos, las beta defensinas, los leucotrienos y las quimiocinas en el líquido del lavado broncoalveolar instilado y luego aspirado de las vías aéreas bronquiolares de los individuos con PBD, para su evaluación.

### Diagnóstico diferencial
A menudo se considera la PBD en el diagnóstico diferencial (encontrar el diagnóstico correcto entre varias enfermedades que presentan características similares) de algunas enfermedades pulmonares obstructivas. Una serie de síntomas de PBD pueden encontrarse también en otras enfermedades obstructivas de los pulmones tales como asma, bronquitis crónica y enfisema. Son síntomas comunes en este tipo de enfermedades: sibilancias, tos con producción de esputo y dificultad para respirar, y en las pruebas de función pulmonar se encuentra un deterioro de la función respiratoria debido a la obstrucción. La fibrosis quística, como la PBD, causa inflamación pulmonar severa, producción excesiva de moco e infección; pero la PBD no causa alteraciones del páncreas ni de los electrolitos, como sí lo hace la FQ, por lo que las dos enfermedades son diferentes y, probablemente no relacionadas. La PBD se distingue por la presencia de lesiones que aparecen en las radiografías como nódulos en los bronquiolos de ambos pulmones; inflamación en todas las capas tisulares de los bronquiolos respiratorios; y su alta prevalencia entre los individuos procedentes de Asia oriental.
La PBD y la bronquiolitis obliterante (BO) son dos formas de bronquiolitis primaria. Las características comunes de ambas enfermedades incluyen tos fuerte con grandes cantidades de esputo, a menudo lleno de pus; nódulos en los bronquios inferiores y la zona bronquiolar visibles en las radiografías de tórax; y sinusitis crónica. En la PBD, los nódulos se restringen a los bronquiolos respiratorios, mientras que en la BO se encuentran a menudo en los bronquiolos membranosos (la sección inicial no cartilaginosa de los bronquiolos, que se separa de los bronquios terciarios) hasta los bronquios secundarios. La BO es una enfermedad bronquiolar con prevalencia en todo el mundo, mientras que la PBD tiene una prevalencia más localizada, principalmente en Japón. Antes del reconocimiento clínico de la PBD en los últimos años, a menudo ésta era mal diagnosticada como bronquiectasia, enfermedad pulmonar obstructiva crónica (EPOC), fibrosis pulmonar idiopática (FPI), tuberculosis miliar, sarcoidosis o carcinoma de células alveolares.

## Tratamiento

Estructura molecular de la eritromicina, un antibiótico usado en el tratamiento de la PBD.

Los antibióticos macrólidos, como la eritromicina, son un tratamiento eficaz para la PBD cuando se toman regularmente durante un período prolongado de tiempo. Comúnmente también se emplea claritromicina o roxitromicina. Los resultados exitosos de los macrólidos en la PBD y en enfermedades pulmonares similares se deben al manejo de ciertos síntomas a través de la inmunomodulación (ajuste de la respuesta inmune), el cual se puede lograr mediante la toma de antibióticos en dosis bajas. El tratamiento consiste en la administración diaria de eritromicina por vía oral durante dos o tres años. Se ha demostrado que en este intervalo de tiempo mejoran dramáticamente las manifestaciones de la PBD. Esto se evidencia cuando un individuo bajo tratamiento por PBD, entre una serie de criterios relacionados con la remisión de la enfermedad, tiene un recuento de neutrófilos normales detectado en el líquido del lavado broncoalveolar, y la gasometría arterial (un examen de sangre arterial que mide la cantidad de oxígeno y dióxido de carbono en la sangre) muestra que el oxígeno libre en la sangre se encuentra dentro del rango normal. Se ha sugerido una interrupción temporal programada del tratamiento con eritromicina, para reducir la aparición de P. aeruginosa resistente a los macrólidos. Sin embargo, generalmente reaparecen los síntomas, y puede ser necesario reanudar el tratamiento. Aunque altamente efectiva, la eritromicina puede no ser útil para todos los individuos con la enfermedad, sobre todo si hay presencia de P. aeruginosa resistente a los macrólidos, o si ha evolucionado una PBD no tratada hasta producirse una insuficiencia respiratoria.
Con el tratamiento de la PBD con eritromicina, la gran reducción en la inflamación y el daño bronquiolar se logra a través de la supresión no solo de la proliferación de neutrófilos, sino también de la actividad de los linfocitos, la mucosidad obstructiva y las secreciones acuosas en las vías respiratorias. Los efectos benéficos de los macrólidosen la reducción de la inflamación en la PBD no están relacionados con sus efectos antibióticos. Esto ocurre debido a que la dosis empleada es demasiado baja para combatir una infección, además, en los casos de PBD con presencia de P. aeruginosa resistente a los macrólidos, el tratamiento con eritromicina todavía reduce la inflamación.
Varios factores están involucrados en la supresión de la inflamación por la eritromicina y otros macrólidos. Son especialmente eficaces al inhibir la proliferación de los neutrófilos, por disminución de la capacidad para atraerlos de la interleucina 8 y el leucotrieno B4. Los macrólidos también reducen la eficacia de las moléculas de adhesión que permiten a los neutrófilos adherirse al revestimiento del tejido bronquiolar. La producción de moco en las vías aéreas es un factor importante en la morbilidad y mortalidad de la PBD y otras enfermedades respiratorias. La reducción significativa de la inflamación en la PBD atribuida a la terapia con eritromicina también ayuda a inhibir la producción de moco en exceso.

## Pronóstico
La PBD no tratada conduce a bronquiectasias, insuficiencia respiratoria, y muerte. Un reporte científico de 1983 indicó que la PBD no tratada tuvo una tasa de supervivencia a cinco años del 62,1%, mientras que la tasa de supervivencia a 10 años fue del 33,2%. Con el tratamiento con eritromicina, las personas con PBD tienen ahora una esperanza de vida mucho mayor debido al mejor manejo de los síntomas, al retraso de la progresión de la enfermedad, y la prevención de las infecciones asociadas como P. aeruginosa. La tasa de supervivencia a 10 años de la PBD es de aproximadamente 90%. En los casos en que el tratamiento de la PBD se ha traducido en una mejora significativa, que a veces ocurre después de alrededor de dos años, se les ha autorizado la interrupción temporal del tratamiento. Sin embargo, estos individuos son estrechamente vigilados mientras dura la interrupción. Ya que se ha demostrado la recurrencia de PBD, el tratamiento con eritromicina debe reanudarse rápidamente una vez que reaparezcan los síntomas de la enfermedad. A pesar de la mejoría del pronóstico cuando se sigue el tratamiento, la PBD actualmente no tiene cura conocida.

## Epidemiología
La prevalencia de la PBD es más alta entre los japoneses, ésta es de 11 por 100000 habitantes. También se reportaron coreanos, chinos y tailandeses con la enfermedad. Se sugirió una predisposición genética entre los asiáticos orientales. La enfermedad es más común en los varones, con una relación hombre-mujer de 1.4–2:1 (o aproximadamente 5 a 3). La enfermedad comienza, en promedio, alrededor de los 40 años de edad, y dos tercios de los afectados son no fumadores, si bien el tabaquismo no se considera como una de las causas. la presencia de HLA-Bw54 aumenta el riesgo de panbronquiolitis difusa 13.3 veces.
En Europa y América, se han notificado un número relativamente pequeño de casos de PBD entre los inmigrantes y residentes asiáticos, así como en individuos de ascendencia no asiática. En occidente, ocurría un diagnóstico erróneo debido al menor reconocimiento de la enfermedad, a diferencia de los países asiáticos. En relación con el gran número de asiáticos que viven en occidente, el pequeño número de afectados por PBD sugiere que factores no genéticos pueden jugar algún papel en su causa. Esta singularidad observada en los asiáticos occidentales también puede estar parcialmente asociada con un mal diagnóstico.

## Historia
A principios de la década de 1960, en Japón, los médicos observaron y describieron una enfermedad pulmonar crónica relativamente nueva. En 1969, se introdujo el nombre "panbronquiolitis difusa" para distinguirla de la bronquitis crónica, el enfisema, la alveolitis, y otras enfermedades pulmonares obstructivas con inflamación. Entre 1978 y 1980, los resultados de una encuesta nacional por parte del Ministerio de Salud y Bienestar de Japón revelaron más de 1.000 casos probables de PBD, con 82 confirmados histológicamente. Por la década de 1980, se reconoció internacionalmente como una enfermedad distintiva de los pulmones.
Antes de la década de 1980, el pronóstico de la evolución de la PBD era pobre, especialmente en los casos con superinfección (aparición de una nueva infección viral o bacteriana, además de la infección que ocurre actualmente) por P. aeruginosa. La PBD continuó teniendo una tasa de mortalidad muy elevada antes de la generalización del tratamiento antibiótico, y comenzaba a utilizarse de forma rutinaria la oxigenoterapia en el esfuerzo para controlar los síntomas. Alrededor de 1985, cuando el tratamiento de larga duración con el antibiótico eritromicina se convirtió en el estándar para la gestión de la PBD, el pronóstico mejoró significativamente. En 1990, se afirmó inicialmente la asociación de la PBD con HLA.